# Mystacidium nguruense
Mystacidium nguruense är en orkidéart som beskrevs av Phillip James Cribb. Mystacidium nguruense ingår i släktet Mystacidium och familjen orkidéer. Inga underarter finns listade i Catalogue of Life.